# パスカル・ドジェ
パスカル・ドジェ（フランス語: Pascale Doger、1961年10月27日 - ）は、フランスのモンタルジ出身の柔道選手。階級は52kg級。

## 人物
1980年にニューヨークで初開催となった女子の世界選手権52kg級に出場すると、銅メダルを獲得した。1982年のヨーロッパ選手権で3位になると、地元パリで開催された世界選手権では前回に続いて銅メダルを獲得した。1983年のヨーロッパ選手権で2位になると、1985年には優勝を果たした。

## 主な戦績
- 1980年 - 世界選手権　3位
- 1981年 - ドイツ国際　2位
- 1982年 - ヨーロッパ選手権　3位
- 1982年 - 世界選手権　3位
- 1983年 - ヨーロッパ選手権　2位
- 1985年 - ヨーロッパ選手権　優勝